# Davide Toffolo
Davide Toffolo, italijanski avtor stripov in glasbenik, * 17. junij 1965, Pordenone, Italija. 
Študiral je na Univerzi v Bolonji. V slovenščino je preveden njegov strip Italijanska zima (2012), ki govori o dveh slovenskih otrocih interniranih v fašistično koncentracijsko taborišče. 

## Stripi
- Piera degli Spiriti (with Giovanni Mattioli), Kappa Edizioni, 1996
- Animali (with Giovanni Mattioli), Kappa Edizioni, 1998
- Fregoli, Kappa Edizioni, 1998
- Fare Fumetti, Vivacomix, 2000
- Carnera, la montagna che cammina, Vivacomix
- Intervista a Pasolini, Biblioteca dell'immagine, 2002
- Anatomia di una adolescenza, Vivacomix, 2005
- Il re bianco, Coconino Press, 2005
- Très! Fumetti per il teatro, Coconino Press, 2008
- Lezioni di fumetto, Coniglio editore, 2009
- Italijanska zima (COBISS) (prevod dela L'inverno d'Italia, Coconino Press, 2010)

### Stripovske serije
- Fandango, Cult Comix, 1999-2001
- Cinque allegri ragazzi morti